# Рачевка
Рачевка (укр. Рачівка) — село в Чаплинской поселковой общине Каховского района Херсонской области Украины. В 2022 году, во время вторжения России на Украину, село было захвачено. На данный момент находится под оккупацией ВС РФ.
Население по переписи 2001 года составляло 78 человек. Почтовый индекс — 75212. Телефонный код — 5538. Код КОАТУУ — 6525480503.

## Местный совет
75212, Херсонская обл., Чаплинский р-н, с. Балтазаровка, ул. К. Маркса, 8